# Vat Phou
Il Vat Phou (trascritto anche Wat Phu) è un tempio khmer situato nei pressi di Champasak, sulla sponda destra del Mekong, nel Laos meridionale. Insieme agli antichi insediamenti nel paesaggio culturale di Champasak è un patrimonio dell'umanità dell'UNESCO.

## Storia
Il nome significa Tempio della montagna in lingua lao, e si deve al fatto di essere stato costruito sulla pendici orientali del monte Kao. La montagna possedeva un particolare significato religioso in antichità, in quanto la particolare forma del suo picco ricorda il lingam, ovvero la forma fallica sotto cui viene sovente adorato il dio Śiva. Per questo motivo, la montagna era chiamata nelle iscrizioni khmer antiche Lingaparvata, ovvero Montagna del Lingam. Nell'XI secolo è stato trasformato in un luogo di culto buddista.
La prima fonte storica a parlare del culto su questa montagna sono gli Annali della dinastia cinese Sui. Facendo riferimento ad anni anteriori al 589, l'annalista menziona un tempio sulla cima della montagna che sarebbe stato custodito da molti soldati. In effetti, sulla superficie attorno al picco sono stati trovati reperti databili ad epoca pre-angkoriana (V-VIII secolo). Il tempio, cui si accede tramite una scalinata monumentale oggi in avanzato degrado, è stato costruito a più riprese tra il VII ed il XIV secolo, sebbene la maggior parte delle strutture e dei rilievi attualmente visibili risalga al XII secolo.
Il monumento fu descritto per la prima volta da Francis Garnier, membro della Missione francese del Mekong che soggiornò a Champasak nel 1866. I primi studi archeologici si devono a Étienne Aymonier e a E. Lunet de Lajonquiére. Nel 2001 il tempio è stato iscritto nella lista dei Patrimoni dell'umanità dell'UNESCO.

## Sito archeologico

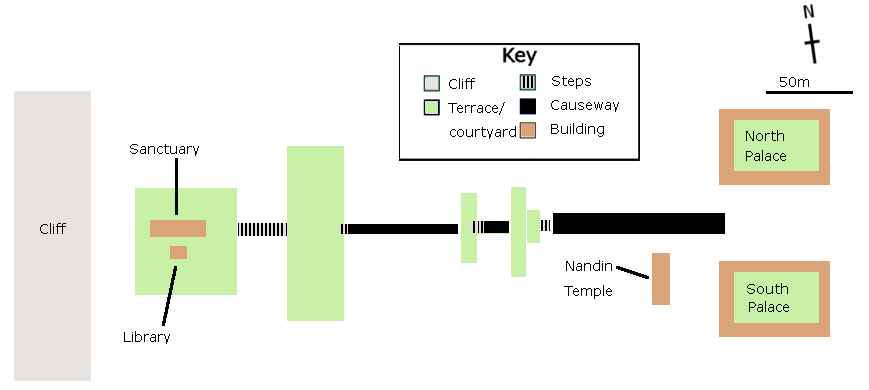
Rappresentazione schematica del sito.

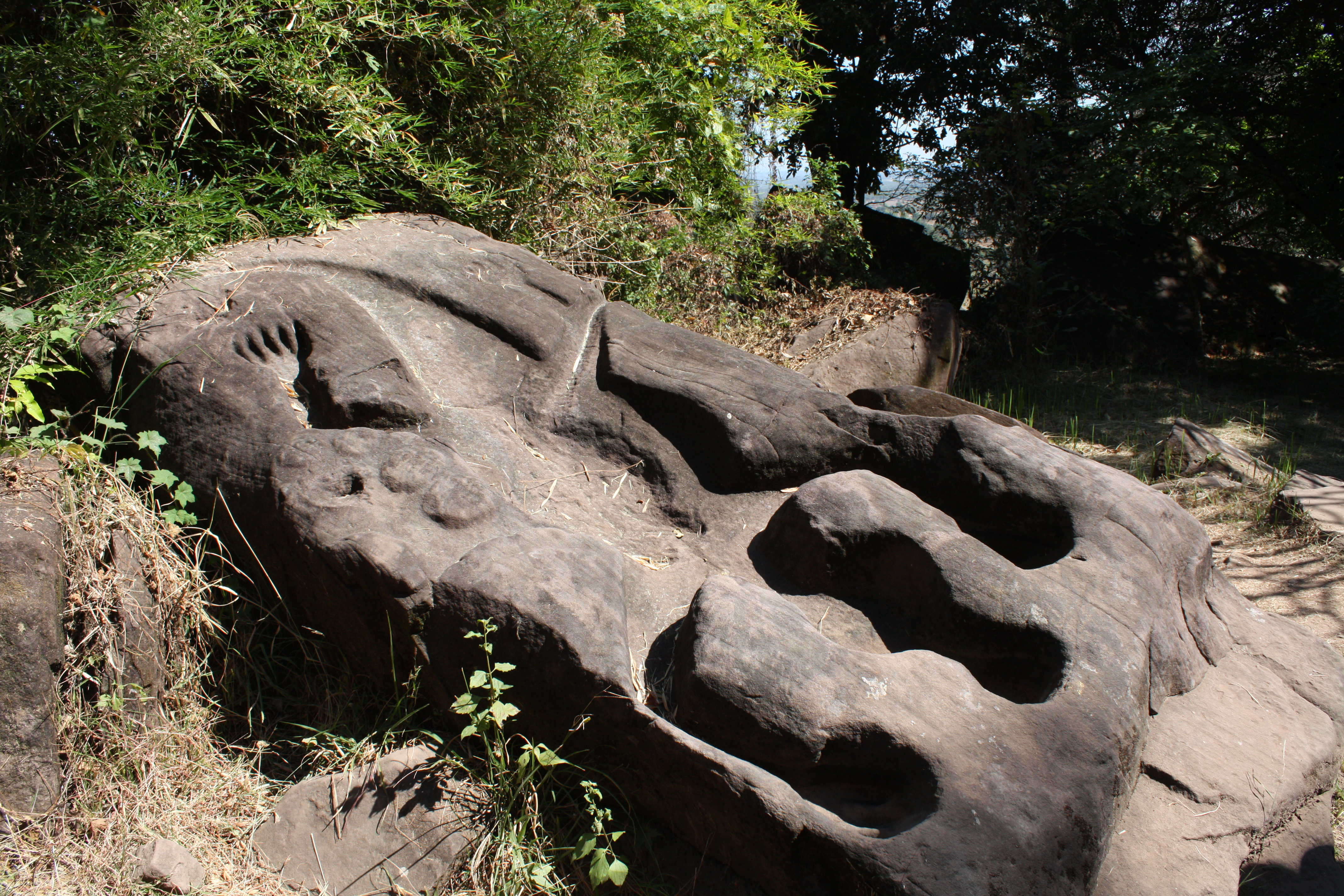
Per gli antichi khmer il coccodrillo era un essere divino; l'intaglio stilizzato risale a quel periodo, ma la funzione di questa pietra rimane incerta.

### Tempio principale
Il livello superiore del complesso ospita l'altare dove un tempo era collocato il lingam di Shiva. Ora ospita una grande statua di Buddha ed altre icone di minori dimensioni.